# 埃斯基普拉斯帕洛戈爾多
14°56′N 91°49′W / 14.933°N 91.817°W
埃斯基普拉斯帕洛戈爾多（西班牙語：Esquipulas Palo Gordo），是危地馬拉的城鎮，位於該國西南部，由聖馬科斯省負責管轄，面積21平方公里，海拔高度2,501米，2002年人口8,613，人口密度每平方公里410.14人。